# Making Movies
Making Movies è il terzo album del gruppo rock britannico Dire Straits, pubblicato nel 1980.

## Descrizione
Con oltre 8 milioni di copie vendute, di cui oltre 700 000 copie in Italia dove raggiunge la prima posizione (mantenendola per 14 settimane), è il primo disco dei Dire Straits a raggiungere le vette delle classifiche mondiali. L'album raggiunge la prima posizione anche in Norvegia per due settimane, la terza in Nuova Zelanda, la quarta nella Official Albums Chart ed in Svezia, la sesta in Olanda ed Australia e la settima in Germania. In Italia è stato l'album più venduto in assoluto durante l'anno 1981.
Mark Knopfler decide di avvalersi del suono delle tastiere ed in particolare si fa aiutare da Roy Bittan, il pianista di Bruce Springsteen, crea così una serie di singoli di forte impatto sul pubblico come Tunnel of Love, Romeo and Juliet (vero e proprio cavallo di battaglia nella produzione del chitarrista), Solid Rock e Skateaway. Da un verso di quest'ultimo brano prende spunto il titolo dell'album.
L'album è il primo in cui non figura David Knopfler, che ha abbandonato il gruppo durante le registrazioni nell'agosto 1980. Le sue tracce di chitarre erano state quasi completate, ma furono comunque reincise dal fratello.

## I brani

### Expresso Love
Expresso Love si presenta come un brano dal forte impatto anche nelle sue riproposizioni in concerto, una delle quali è inclusa nell'album Alchemy: Dire Straits Live.

### Hand in Hand
Il brano Hand in Hand, caratterizzato da un testo particolarmente suggestivo, è uno dei
pezzi più significativi dell'album.

### Solid Rock
Solid Rock è una canzone che richiede un coinvolgimento notevole da parte di tutti i
musicisti e si è affermata come una presenza fissa negli spettacoli dei Dire Straits: due
distinte esecuzioni dal vivo del brano, caratterizzate da arrangiamenti
più elaborati e passaggi strumentali più estesi rispetto alla traccia di Making Movies,
sono state inserite negli album dal vivo Alchemy (tutte le edizioni) e On the Night (nelle sole versioni VHS e DVD: la
registrazione – esclusa dal CD per ragioni di spazio – era stata
originariamente pubblicata all'interno dell'EP Encores).

### Les Boys
Nel brano Les Boys, contraddistinto da un andamento allegro, il narratore descrive con
ironia – senza fornire giudizi – alcune scene che si svolgono all'interno di un locale
gay di Monaco di Baviera; nel testo viene menzionato lo scrittore, drammaturgo e
poeta francese Jean Genet.

## Accoglienza critica
| Recensione    | Giudizio |
| ------------- | -------- |
| AllMusic      |          |
| Rolling Stone |          |

Nella recensione retrospettiva per AllMusic, Stephen Thomas Erlewine ha dato all'album un giudizio di quattro stelle e mezzo su cinque, notando che la band «aveva cominciato ad allontanarsi dalle sue origini roots rock» per sposare secondo lui «una variante jazzistica del country-rock e folk-rock cantautoriale». Ha poi concluso la recensione dicendo che Making Movies «si colloca tra i migliori lavori della band».
Nella sua recensione per la rivista Rolling Stone, David Fricke accostò i nuovi testi di Mark Knopfler a quelli di cantautori come Bruce Springsteen, Bob Dylan e Neil Young. Il critico aggiunse che «la combinazione della sceneggiatura lirica della star, le sue intense esibizioni vocali e la tagliente colonna sonora rock & roll della band sono mozzafiato - tutto ciò che i primi due album avrebbero dovuto essere, ma che non sono stati. Se Making Movies fosse realmente un film, potrebbe vincere uno stormo di Academy Awards».
Nel 1989 Rolling Stone ha inserito Making Movies al 52º posto nella lista dei 100 migliori album degli anni ottanta.

## Tracce
Lato A
Testi e musiche di Mark Knopfler.
1. Tunnel of Love (introdotta da uno spezzone del brano The Carousel Waltz di Richard Rodgers e Oscar Hammerstein II) – 8:12
2. Romeo and Juliet – 6:01
3. Skateaway – 6:15

Durata totale: 20:28
Lato B
Testi e musiche di Mark Knopfler.
1. Expresso Love – 5:00
2. Hand in Hand – 4:46
3. Solid Rock – 3:17
4. Les Boys – 4:06

Durata totale: 17:09

## Formazione

### Dire Straits
- Mark Knopfler – chitarre e voce
- John Illsley – basso
- Pick Withers – batteria

### Altri musicisti
- Roy Bittan – tastiera

## Classifiche

### Classifiche settimanali
| Classifica (1980/81) | Posizione massima |
| -------------------- | ----------------- |
| Australia            | 6                 |
| Austria              | 15                |
| Canada               | 21                |
| Finlandia            | 2                 |
| Francia              | 6                 |
| Germania             | 7                 |
| Italia               | 1                 |
| Norvegia             | 1                 |
| Nuova Zelanda        | 3                 |
| Paesi Bassi          | 6                 |
| Regno Unito          | 4                 |
| Spagna               | 6                 |
| Stati Uniti          | 19                |
| Svezia               | 4                 |
| Svizzera             | 1                 |

### Classifiche di fine anno
| Classifica (1980) | Posizione |
| ----------------- | --------- |
| Francia           | 66        |
| Classifica (1981) | Posizione |
| Australia         | 5         |
| Germania          | 17        |
| Italia            | 1         |
| Nuova Zelanda     | 1         |
| Regno Unito       | 12        |
| Stati Uniti       | 51        |
| Classifica (1982) | Posizione |
| Nuova Zelanda     | 8         |
| Regno Unito       | 63        |